# Église Saint-Sigismond d'Aime
La église Saint-Sigismond est une église catholique située en France dans la commune d'Aime-la-Plagne, dans le département de la Savoie en région Auvergne-Rhône-Alpes. Elle est dédiée au roi des Burgondes, Sigismond.

## Situation

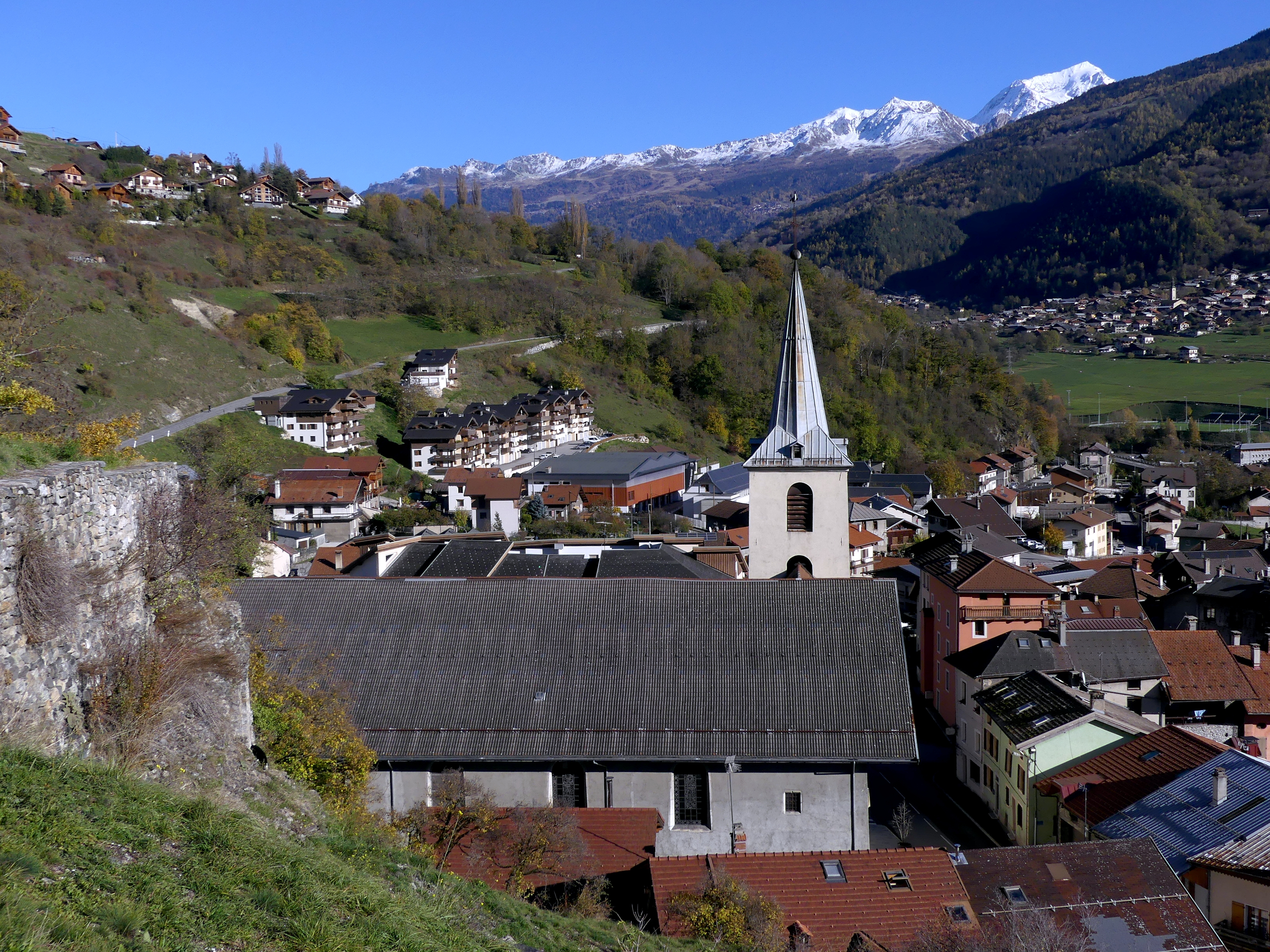
L'église en direction de l'est.

L'église se trouve située sur l'ancienne commune d'Aime, intégrée désormais à la commune nouvelle d'Aime-la-Plagne. Elle se trouvait ainsi sur l'ancienne voie romaine Alpis Graia, qui reliait Milan en Italie à Vienne en France par le col du Petit-Saint-Bernard. L'église était installée à l'origine sur le hameau de la colline Saint-Sigismond.
Aime est mentionnée comme paroisse en 1170, mais son « unité pastorale » semble bien plus ancienne.

## Histoire
La première église Saint-Sigismond, située sur un oppidum où se trouvait très probablement une présence celte, avant l'installation romaine, semble avoir été une église paléochrétienne du Ve ou VIe siècle. L'église est transférée plus bas, selon la tradition, au cours du XIIIe siècle/XIVe siècle,. L'ancien édifice devient une chapelle, elle aussi dédiée à saint Sigismond,. On trouve la mention Altare Sancti Sigismondi de Ayma en 1439.
L'église est donc reconstruite au cours de la dernière partie du XVIIe siècle, entre 1675 et 1679. Son financement est dû en partie aux confréries du Saint-Nom-de-Jésus (pour 4 500 florins) et du Rosaire (1 000 florins).
Elle est consacrée le 18 mai 1681,. Au début du siècle suivant, l'intérieur est agrémenté d'un mobilier, toujours conservé. 
L'intérieur subit les dégradations de l'occupation française, durant la Révolution.
Au lendemain de la Seconde Guerre mondiale, le chanoine Glatigny, curé de la paroisse, fait entreprendre des restaurations.
Le bâtiment fait l’objet d'une inscription au titre des monuments historiques en 1984.

## Description

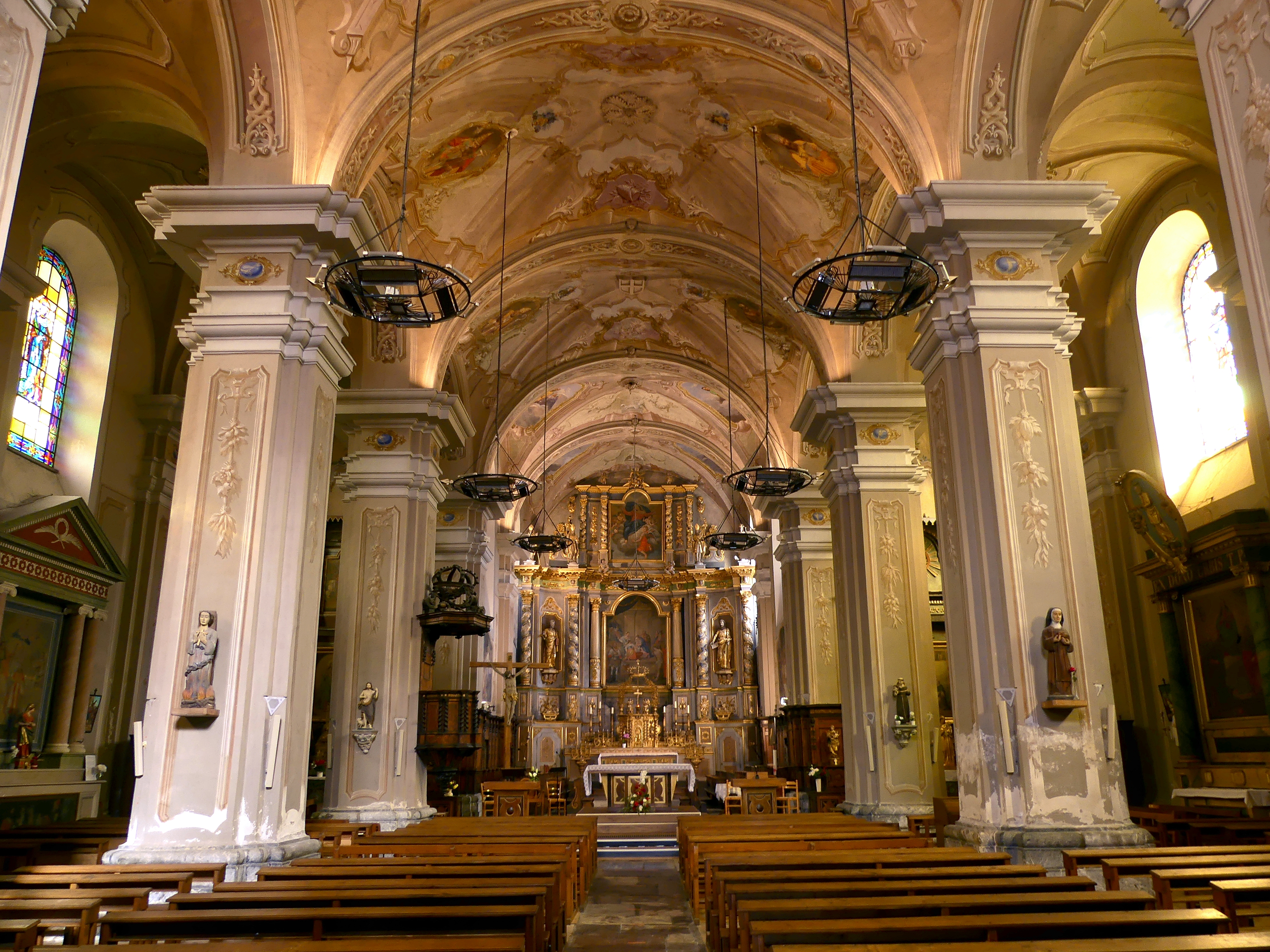
Nef de l'église.

L'église est « orientée », c’est-à-dire que sa porte d’entrée se situait à l'ouest et que son chevet était à l'est.
Les maîtres-maçons ayant travaillé sur l'édifice sont Louis Billiot et Jean Rouge, originaires de Moûtiers, les frères Jacques et Jean Genetta, ainsi qu'Antoine Deglise, de la Valsesia.
L'intérieur comporte quatorze chapelles.
Elle comporte des cadrans solaires et du mobilier baroque,, dont douze, datant pour la plupart du XVIIIe siècle, sont répertoriés à l'inventaire des monuments historiques. Le retable du maître-autel est de Jacques Clérant.

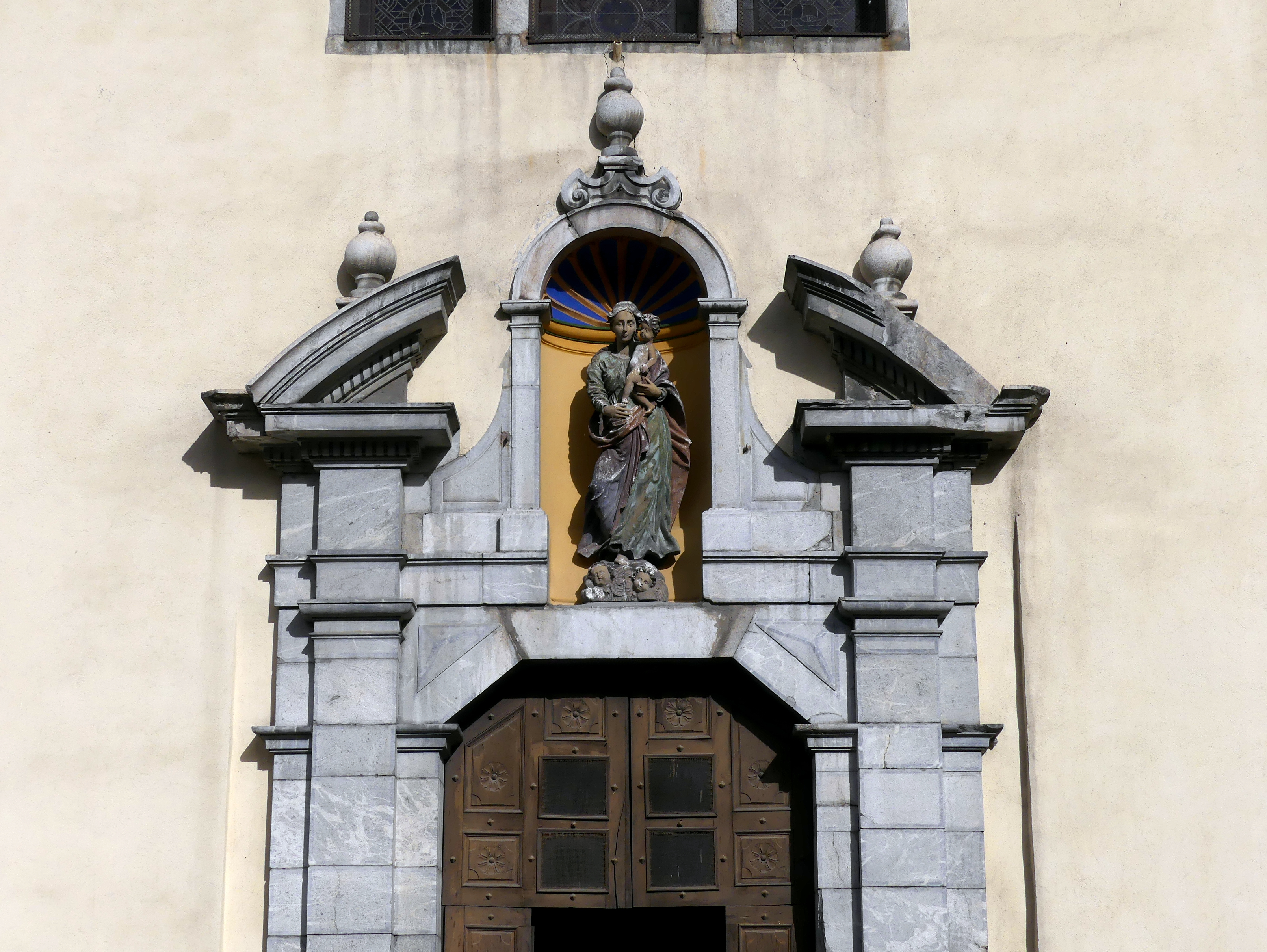
Portail d'entrée.
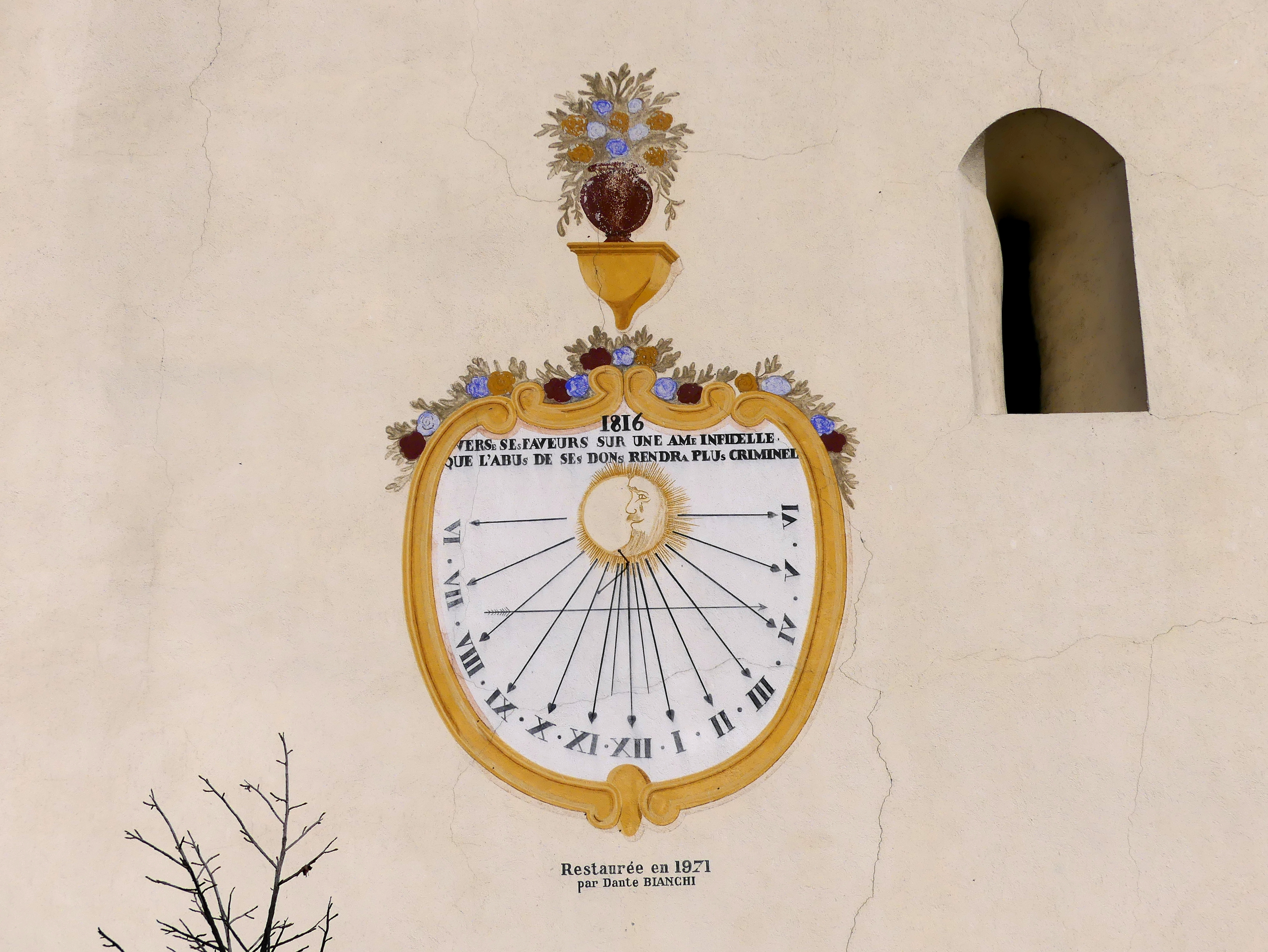
Cadran solaire ouest.
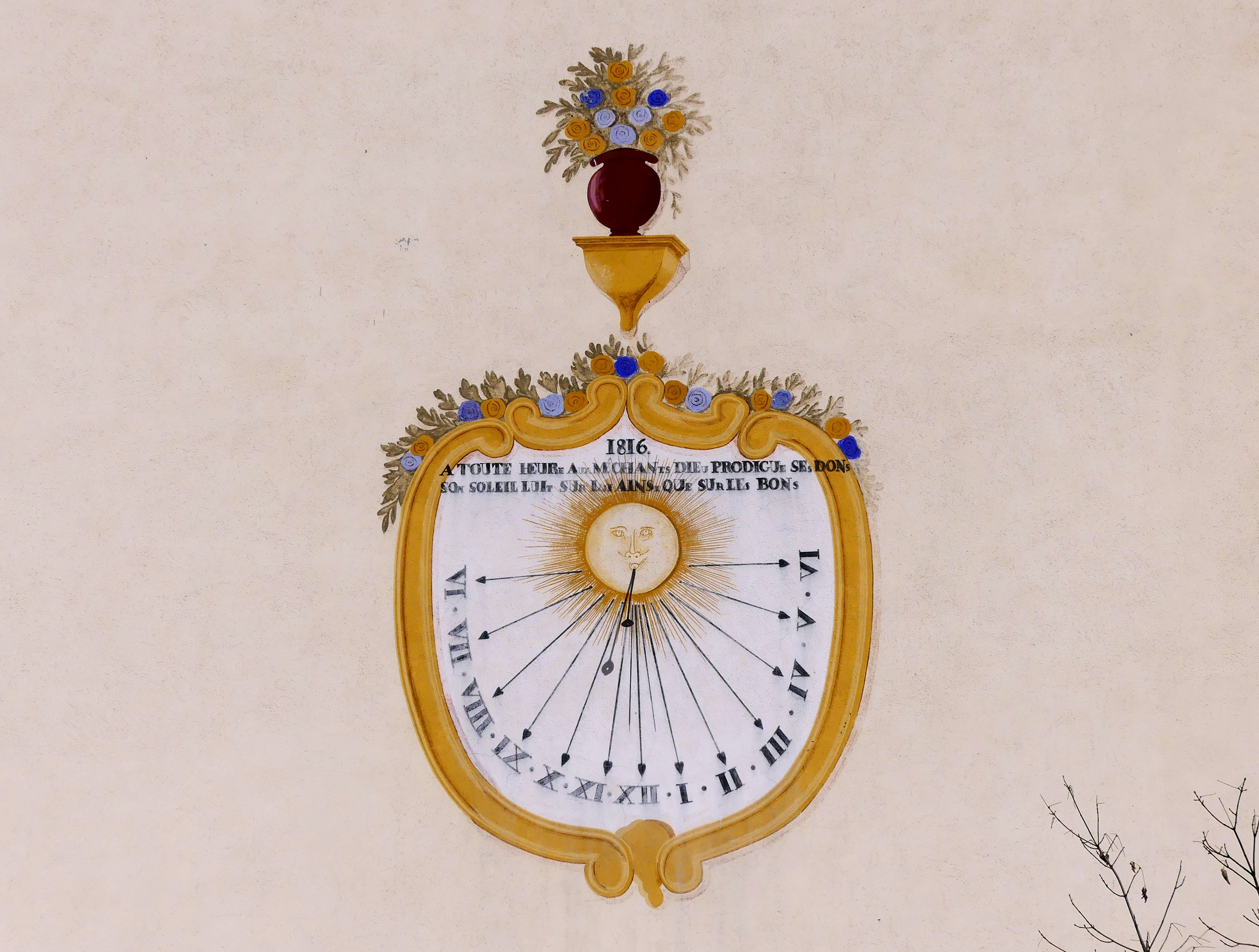
Cadran solaire est.
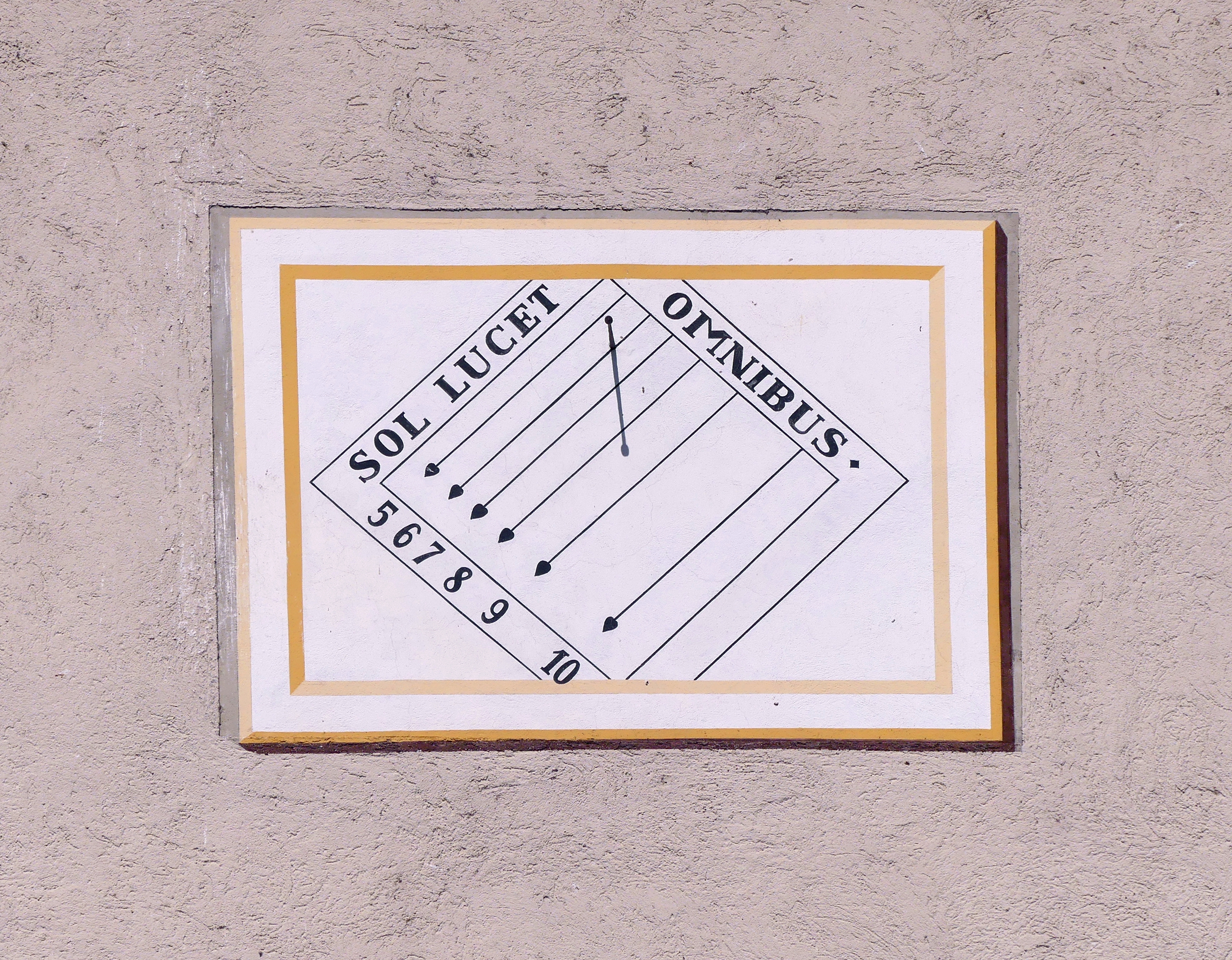
Cadran solaire oriental.
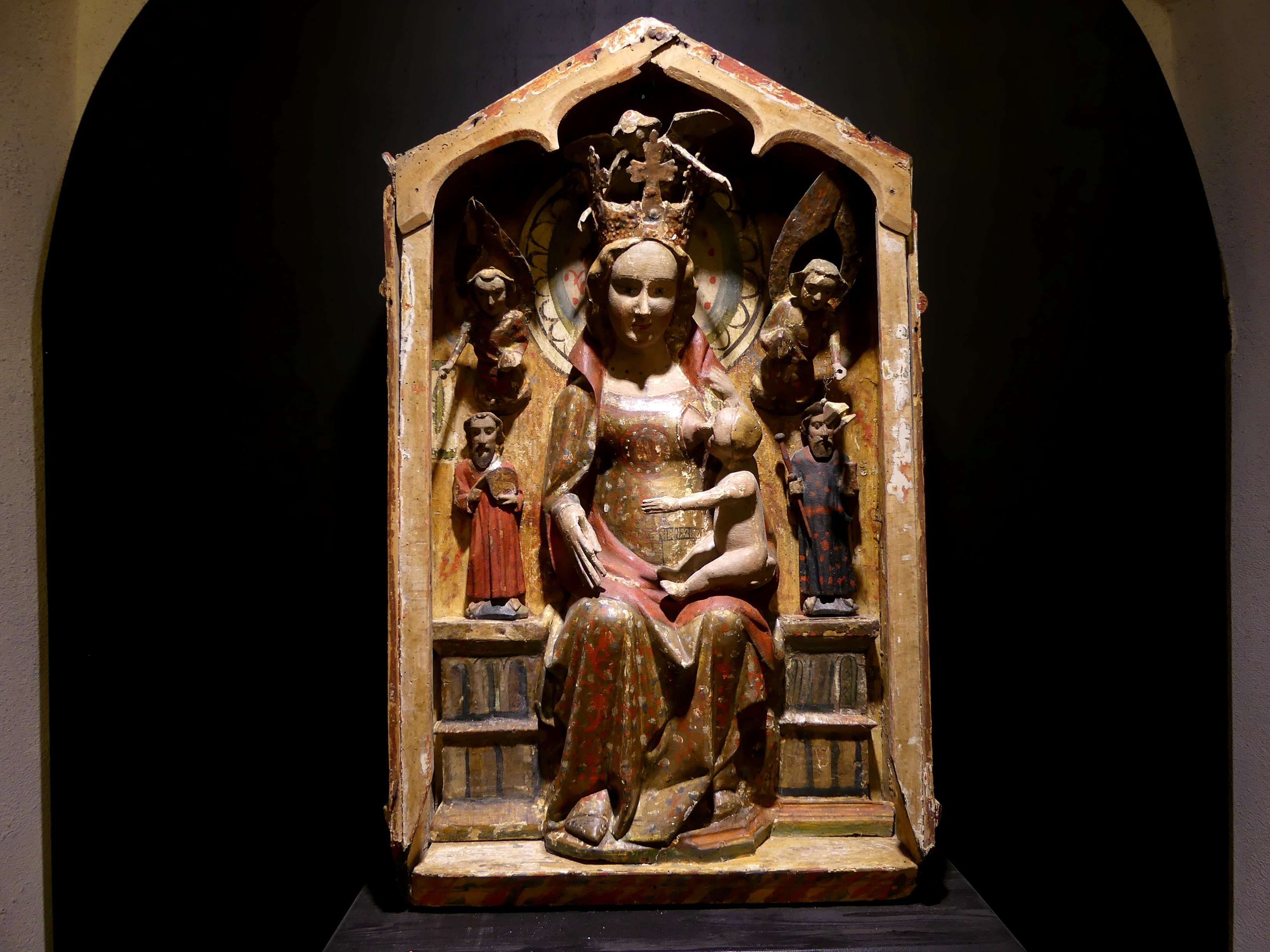
Statue de la Vierge allaitante (classée).